# Barátom, Róbert Gida
A Barátom, Róbert Gida (eredeti cím: Christopher Robin) 2018-ban bemutatott amerikai-brit fantasyfilm Marc Forster rendezésében.  A forgatókönyvet A. A. Milne Micimackó c. regénye alapján Tom McCarthy, Alex Ross Perry és Allison Schroeder írta. A film az első élőszereplős Micimackó-film a Disney történetében, amely valós díszletek között készült.
A film címszereplőjét Ewan McGregor alakítja, további szerepekben feltűnik Hayley Atwell, Mark Gatiss, és Bronte Carmichael. A Százholdas Pagony lakóit ez alkalommal CGI-technikával keltették életre. A szinkronhangok közül kiemelkedő Jim Cummings, aki Micimackó hangját adta az eredeti rajzfilmekből. A magyar szinkronban szintén megszokott hangadója, Mikó István szólaltatja meg a karaktert,  a többi szereplő magyar hangját pedig néhány kivételtől eltekintve szintén a rajzfilmes változatból ismert színészek szolgáltatják.
Az Amerikai Egyesült Államokban 2018. augusztus 3-án debütált a Walt Disney Pictures forgalmazásában. Magyarországon egy nappal korábban, augusztus 2-án tűzték először műsorra.

## Cselekmény
|  | Alább a cselekmény részletei következnek! |

A film elején a Százholdas Pagony lakói egy búcsúünnepséget szerveznek Róbert Gidának, aki a szülei akarata szerint bentlakásos iskolába kényszerül menni, így többé nem látogathatja erdei barátait. Micimackó aggódik, hogy Róbert Gida el fogja őt felejteni, de a fiú megígéri, hogy sosem fog ilyesmi történni, még akkor se, ha százéves lesz. Azonban a bentlakásos iskola szigorú nevelése és édesapja korai halála hamar kiöli belőle a gyermeket. Fiatalon korán nősül meg, ám a II. világháború idején kénytelen bevonulni a hadseregbe, és csak nagyon hánytatott körülmények között sikerül hazatérnie. Felnőttként sem mennek rendben a dolgai: egy csőd szélén álló poggyászüzemnél dolgozik költséghatékonysági elemzőként, ahol álszent főnöke őt terheli a cég összes fontos döntésével. Munkája miatt a házassága hadilábon áll, a lányával pedig teljesen elidegenedett, akit hamarosan ugyanolyan bentlakásos iskolába akar küldeni, mint amilyenbe ő is járt.
A nyár utolsó hétvégéjén, még az iskolakezdés előtt, a család el akar látogatni Róbert Gida gyerekkori nyaralójába, Sussex-be egy hétvégére, ám a családfő a munka miatt kénytelen otthon maradni, míg a felesége és a lánya elutaznak. A cég 20%-os költségcsökkentést akar a dolgozók elbocsátásával, így, hogy megmentse az alkalmazottak állását, neki mindenképp ki kell találnia a csökkentésre valami más megoldást, még a hétfői értekezlet előtt. A nagy zűrzavar közepette egy parkban lévő odvas fa tövében felbukkan valaki, akire a legkevésbé sem számított: Micimackó. Bár sok év telt el utolsó találkozásuk óta, Mackó nyomban felismeri Róbert Gidát, és a segítségét kéri, mert a Százholdas Pagonyban minden barátjának nyoma veszett. Róbert Gida azonban nem akar túl sok vesződséget magának a "csacsi öreg medvével", ezért elhatározza, hogy visszaviszi Sussex-be.
Miután megérkeznek, a nyaraló melletti odvas fán keresztül átkelnek a Százholdas Pagonyba, ami mostanra  kihalt, elhagyatott hellyé vált. Amikor Mackó véletlenül majdnem szélnek ereszti Róbert Gida fontos munkahelyi jegyzeteit, ő megharagszik rá, így aztán elválnak útjaik. Róbert Gida később rátalál Fülesre, akit kiment a folyóból. Az ő segítségével hamarosan megtalálja Malackát is. Később eljutnak Bagoly házáig, ahol rátalálnak a Pagony többi lakójára, Tigrisre, Nyuszira, Kangára és Zsebibabára is. Mindenki elrejtőzött a rémisztő "Apacukák" és "Vuclik" elől. Róbert Gida hiába próbálja meggyőzni őket, hogy ilyen lények nincsenek, ők nem hisznek neki, sőt azt sem hiszik el, hogy ez a nagy, és kissé barátságtalan férfi valóban Róbert Gida lenne. Így Róbert Gida megrendez egy élethű színjátékot, amiben legyőzi a vérszomjas Apacukákat, és megmenti barátait, akik végre felismeri benne az egykori kedves és fantáziadús kisfiút. Később Micimackó is előkerül. Róbert Gida elismeri, hogy nagyon hiányolta a barátait az életéből, de a dolgok sokat változtak, mióta elhagyta a Pagonyt, és most, hogy felnőtt, már nem lehet ugyanaz, mint, aki régen volt. Búcsút vesz a barátaitól, és visszaindul Londonba, hogy odaérjen a munkahelyi értekezletre. Indulás előtt még szomorúan értesül róla, hogy a felesége és a lánya a hétvége végén már nem szándékoznak hazatérni vele.
Micimackó felfedezi, hogy Tigris véletlenül elkeverte Róbert Gida jegyzeteit, amik a Pagonyban maradtak. Mivel tudja, hogy ez mennyire fontos a barátjának, így Tigrissel, Fülessel, és Malackával együtt útra kelnek Londonba, hogy visszajuttassák neki. Közben megismerkednek Róbert Gida lányával, 
Madeline-nel, aki felismeri az állatokat az édesapja gyerekkori rajzairól. Azt reméli, hogyha eljuttatja neki a jegyzeteket, az apja nem küldi bentlakásos iskolába, így hát elkíséri őket Londonba. Az odaút során Micimackó rengeteget mesél neki arról, milyen volt Róbert Gida gyermekként, ami által Madeline az édesapjának egy egészen új oldalát ismeri meg.
Közben Róbert Gida felesége, Evelyn értesül arról, hogy a lánya Londonba szökött, így azonnal a nyomába ered. Értesíti a férjét is a történtekről, aki úgy dönt, otthagyja az értekezletet, és Madeline keresésére indul. Tigris, Füles, és Malacka, akik előzőleg elszakadtak a Madeline-től és Mackótól, találkoznak Róbert Gidával és nejével, majd értesítik őket arról, hogy a lányuk Róbert Gida munkahelyére tart. Pont, amikor már odaérnek, Madeline elejti a jegyzeteket, amiket elragad a szél. Elszomorodik, hogy nem sikerült időben átadni őket az apjának. Róbert Gida azonban átöleli őt, és biztosítja róla, hogy a lánya boldogsága mindennél fontosabb számára, ezért lemond a bentlakásos iskoláról, és megígéri, hogy mostantól több időt fog  tölteni vele. Végül Micimackó egyik megjegyzésének hatására kitalálja a költségcsökkentés és a haszon növelésének legjobb módját: lejjebb viszik a bőröndök árát, hogy a hétköznapi emberek is könnyen megvásárolhassák, az alkalmazottakat pedig fizetett szabadságra küldik. Mivel a nyaralások és utazások alkalmával mindenkinek bőröndökre lesz szüksége, a cég jelentős bevételre tehet szert. Főnöke elveti az ötletet, a cég alapítójának viszont nagyon is tetszik, így hát nagy örömmel jóváhagyja. Róbert Gida ezután úgy dönt, ő is kiveszi a szabadságát, és végre a családjával tölti az idejét.
A film végén valamennyien a Százholdas Pagonyban időznek, és Róbert Gida barátaival játszanak. Micimackó, csakúgy, mint a régi szép időkben, egy csupor mézet kap ajándékba a barátjától, miközben a kedvenc helyükről figyelik a Pagony felett lenyugvó napot.
A stáblista alatti jelenetben láthatjuk, ahogy Róbert Gida alkalmazottjai megérdemelt szabadságukat élvezik a tengerparton, Micimackóval, Malackával, Tigrissel és Fülessel együtt, miközben Richard Sherman (az eredeti Micimackó-rajzfilmek zeneszerzője) a "Busy Doing Nothing" című dalt énekli.
|  | Itt a vége a cselekmény részletezésének! |

## Szereplők

### Élőszereplők
| Szereplő          | Színész                | Magyar hang             |
| ----------------- | ---------------------- | ----------------------- |
| Róbert Gida       | Ewan McGregor          | Anger Zsolt             |
| Evelyn            | Hayley Atwell          | Ruttkay Laura           |
| Giles Winslow     | Mark Gatiss            | Lux Ádám                |
| Madeline          | Bronte Carmichael      | Dolmány Bogdányi Korina |
| Öreg Winslow      | Oliver Ford Davies     | Harsányi Gábor          |
| Ralph Butterworth | Roger Ashton-Griffiths | Várkonyi András         |
| Cecil Hungerford  | Paul Chahidi           | Kerekes József          |
| Újságárus         | Mackenzie Crook        | Nagypál Gábor           |

### Szinkronhangok
| Szereplő  | Eredeti hang   | Magyar hang     |
| --------- | -------------- | --------------- |
| Micimackó | Jim Cummings   | Mikó István     |
| Tigris    | Jim Cummings   | Mertz Tibor     |
| Malacka   | Nick Mohammed  | Elek Ferenc     |
| Füles     | Brad Garrett   | Faragó András   |
| Nyuszi    | Peter Capaldi  | Szacsvay László |
| Bagoly    | Toby Jones     | Balázs Péter    |
| Kanga     | Sophie Okonedo | Györgyi Anna    |
| Zsebibaba | Wyatt Hall     | Gergely Attila  |
| Mesélő    | -              | Kertész Péter   |

## Névhasználat
Mivel a magyar változatban a címszereplő neve, "Róbert Gida" az eredeti "Christopher Robin"-nal ellentétben túl gyermeteg hangzású ahhoz, hogy a való életben (munkahelyi környezetben, családban) használatos legyen, a magyar szinkronban az emberek sosem szólítják a szereplőt a nevén, mindig csak valamilyen általános, helyzettől függő jelzővel illetik őt. Így a film során csak a Százholdas Pagony lakói, és esetenként maga a címszereplő alkalmazza a Róbert Gida nevet. Érdemes azonban megjegyeznünk, hogy az eredeti mesekönyv fordítója, Karinthy Frigyes megadta a karakter "valódi", tehát annak felnőtt éveiben gond nélkül alkalmazható magyar nevét: Róbert Gida említést tesz róla, hogy a neve tulajdonképpen "Róbert Gedeon".